# All I Need to Know (песня Кенни Чесни)
«All I Need to Know» (с англ. — «Все, что мне нужно знать») — песня американского кантри-певца и автора-исполнителя Кенни Чесни, вышедшая 18 июля 1995 года в качестве второго сингла и заглавного трека из его второго студийного альбома All I Need to Know (1995) на лейбле BNA Records. Песня стала вторым хитом Чесни в Топ-10 кантри-чарта Hot Country Songs, заняв 8-е место как в США, так и в Канаде. Песню написали Марком Аланом Спрингером и Стивом Сескиным.
Песня представляет собой позитивную балладу о силе и безопасности, которые можно найти в прочной любви.

## Отзывы
Дебора Эванс Прайс из журнала Billboard положительно отозвалась о песне, сказав, что «Чесни демонстрирует сильное исполнение». Она утверждает, что «голос Чесни обладает приземлённой теплотой, которая может заставить слушателей почувствовать, что он имеет отношение к их собственным историям».

## Музыкальное видео
Режиссёром клипа выступил Чак Кун, а премьера состоялась на канале CMT 22 июля 1995 года, когда CMT назвал его «Hot Shot». Это был последний клип, в котором Чесни носил маллет (причёска, короткая спереди, сверху и по бокам, но длинная сзади).

## Чарты

### Еженедельные чарты
| Чарт (1995)                       | Высшая позиция |
| --------------------------------- | -------------- |
| Канада (RPM Country Tracks)       | 8              |
| США (Billboard Hot Country Songs) | 8              |

### Годовые итоговые чарты
| Чарт (1995)                  | Позиция |
| ---------------------------- | ------- |
| US Country Songs (Billboard) | 74      |